# Büschelschwanz-Stachelratte
Die Büschelschwanz-Stachelratte (Lonchothrix emiliae) ist ein Nagetier in der Familie der Stachelratten (Echimyidae) und die einzige Art der Gattung Lonchothrix.
Der Artzusatz im wissenschaftlichen Namen ehrt die deutsch-brasilianische Ornithologin Maria Emilie Snethlage.

## Merkmale
Mit einer Kopf-Rumpf-Länge von 15,5 bis 22 cm sowie einer Schwanzlänge von 15 bis 23 cm zählt die Art zu den mittelgroßen Vertretern der Familie. Wie bei den anderen Stachelratten besteht das Fell der Oberseite aus abgeflachten Stacheln sowie aus hellbraunen weichen Haaren. Die flexiblen Stacheln sind 26 bis 28 mm lang, 1,8 bis 2,0 mm breit und überwiegend graubraun gefärbt. Mehrere Stacheln besitzen gelbweiße Spitzen, was die Büschelschwanz-Stachelratte von den Mesomys-Arten unterscheidet, bei denen orange Spitzen üblich sind. Das Fell der Unterseite hat eine graue, hellbraune oder weiße Farbe. Der Schwanz ist überwiegend mit Schuppen und mit kurzen stachelartigen Haaren bedeckt. An der Schwanzspitze kommt eine Quaste mit 45 bis 70 mm langen Haaren vor. Die nackten und braunen Ohren sind mit einer Länge von 13 mm vergleichsweise klein und oft zwischen den Stacheln versteckt. Ein Exemplar aus dem Bundesstaat Bahia wog 237 g.

## Verbreitung

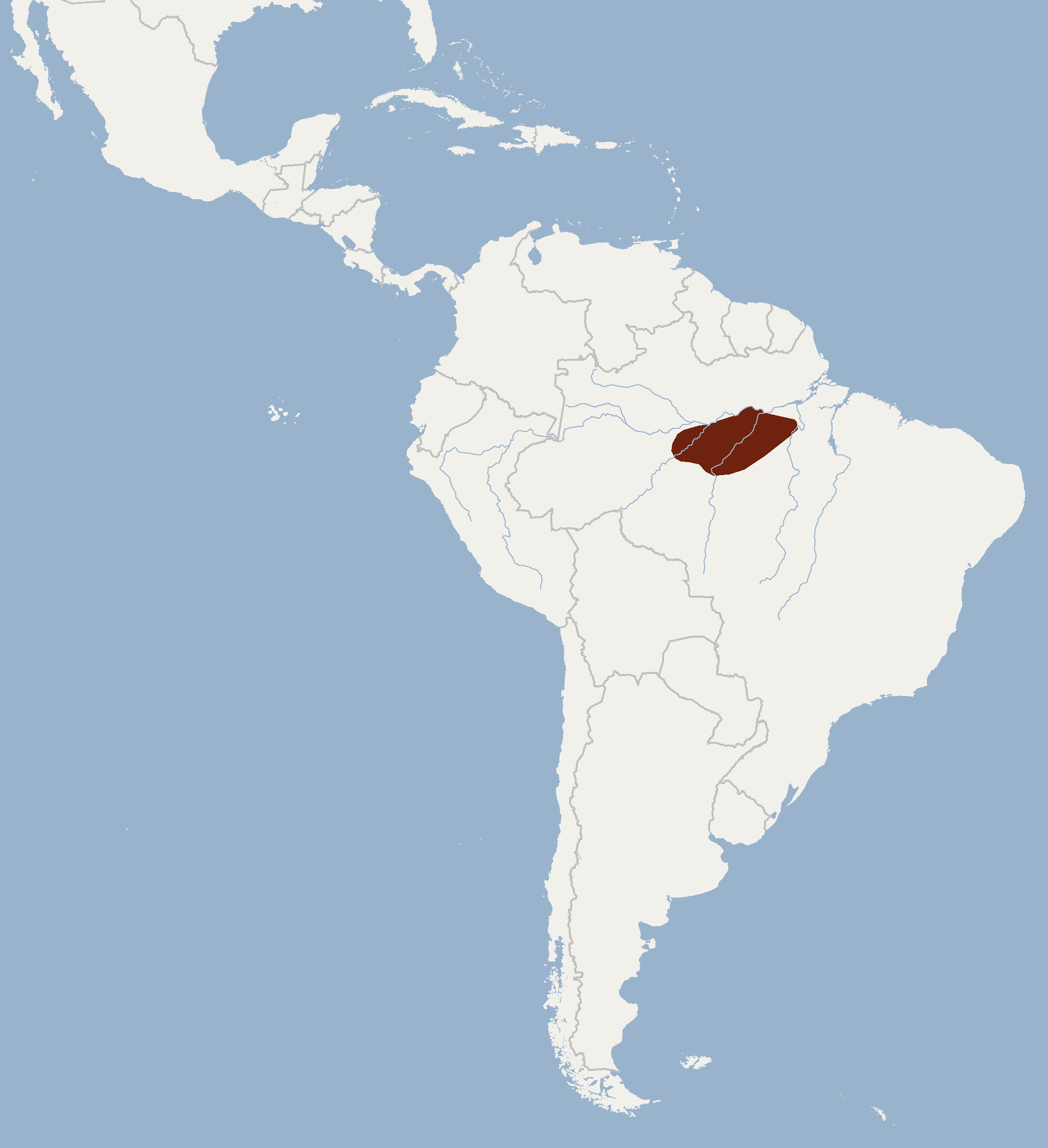
Verbreitungsgebiet von Lonchothrix emiliae

Diese Stachelratte bewohnt das Amazonasbecken in Brasilien südlich des Amazonas. Für Funde aus dem Osten Perus fehlt die Bestätigung, dass es sich um diese Art handelt. Als Lebensraum dienen Regenwälder im Tiefland. Die Büschelschwanz-Stachelratte wurde auch in Galeriewäldern und auf sandigen Grasflächen angetroffen.

## Lebensweise
Die Lebensweise ist weitgehend unerforscht. Aufgrund der breiten hinteren Füße wird angenommen, dass dieses Nagetier auf Bäumen klettert. Vermutlich ist die Art nachtaktiv mit Baumhöhlen als Ruheplätze. Im Magen einzelner Exemplare wurden Pflanzenreste mit unklarem Ursprung gefunden. Ein im April gefangenes Weibchen war mit drei Embryonen trächtig.

## Status
Waldrodungen stellen eine potentielle Gefährdung dar. Da das Verbreitungsgebiet recht groß ist und vermutlich kein Bestandsrückgang vorkommt, wird die Büschelschwanz-Stachelratte von der IUCN als nicht gefährdet (Least Concern) gelistet.